# Aelurillus politiventris
Aelurillus politiventris är en spindelart som först beskrevs av Pickard-Cambridge O. 1872.  Aelurillus politiventris ingår i släktet Aelurillus och familjen hoppspindlar. Inga underarter finns listade i Catalogue of Life.